# NGC 5717
NGC 5717 (другие обозначения — MCG 8-27-12, ZWG 248.15, NPM1G +46.0300, PGC 52332) — галактика в созвездии Волопас.
Этот объект входит в число перечисленных в оригинальной редакции «Нового общего каталога».